# Västgötaspets
Il Västgötaspets è una razza canina originaria della Svezia.

## Storia
Il Västgötaspets è considerato dagli esperti una razza originaria della Svezia anche se considerando il suo aspetto fisico ha una somiglianza con il welsh corgi gallese.

## Aspetto standard
Il Västgötaspets è un cane di piccole dimensioni ma con un carattere molto forte. L'altezza media è di 33 cm al garrese per i maschi, e 31 cm al garrese per la femmina anche se alcuni soggetti possono avere delle minime variazioni (1,5 cm al di sopra o al di sotto della media). Il tronco è compatto e coeso, la testa e il muso hanno caratteristiche dei cani nordici da pastore. Il tartufo è di colore nero con le narici molto aperte. 
Il collo è robusto e largo e gli occhi sono di forma ovale, hanno una misura media e sono di colore scuro. Le orecchie sono ricoperte di pelo morbidissimo, sono appuntite e hanno una misura media. Gli arti sono molto corti rispetto alla struttura generale dell'animale anche se l'ossatura è robusta. 
Il pelo ha una lunghezza media, più corto nella parte anteriore degli arti e leggermente più lungo sul collo e sui lati del corpo; è ruvido, aderente e con il sottopelo soffice e folto.
Alcuni esemplari possono nascere anuri o brachiuri.

## Colore
I colori consentiti sono: grigiastro, grigio, marrone rossiccio con pelo più scuro sul dorso, sul collo e sui lati del corpo. Il colore bianco non è mai omogeneo ma con macchie sparse nel corpo.

## Difetti
- Misure fuori standard
- Carattere inibito
- Macchie bianche troppo estese
- Orecchie pendenti
- Occhio chiaro
- Andatura scorretta
- Dentatura deficiente
- Pelo non folto
- Sottopelo carente
- Cane alto sugli arti
- Muscolatura insufficiente
- Ossatura leggera
- Monorchidismo
- Criptorchidismo

## Carattere e cure
Il Västgötaspets, nonostante le sue piccole dimensioni, è molto coraggioso e non ha paura di nulla infatti può essere adibito anche alla conduzione del gregge o delle mandrie bovine. Il Västgötaspets è utilizzato anche come cane da appartamento, è molto socievole e dolce e grazie al suo carattere intelligente è considerato un cane da compagnia sia per persone anziane che per bambini.